# Schloss Obing

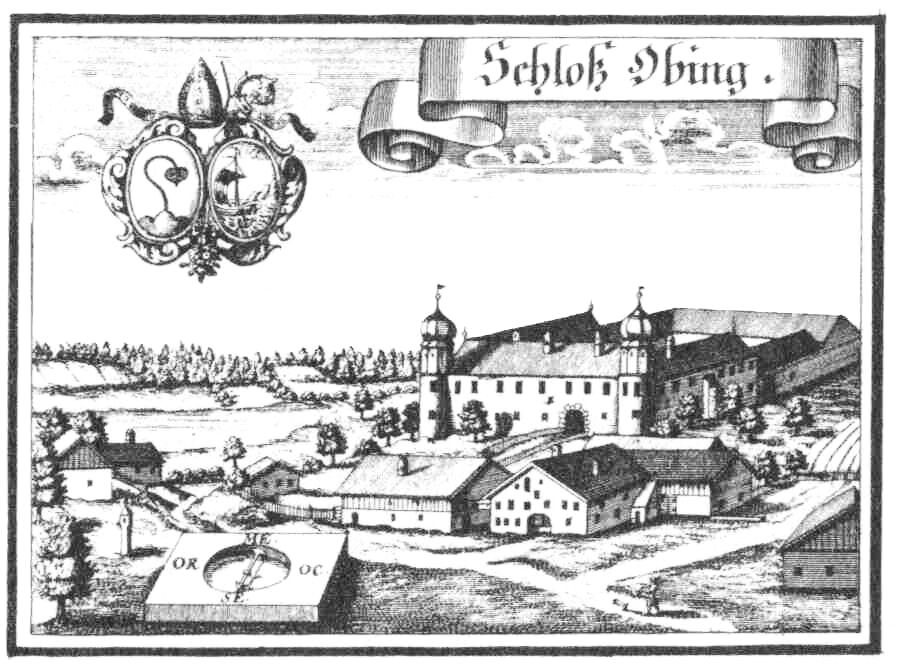
Schloss Obing nach einem Stich von Michael Wening von 1721

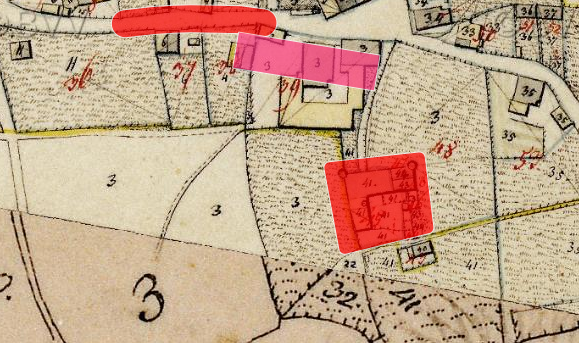
Lageplan von Schloss Obing auf dem Urkataster von Bayern

Das abgegangene Schloss Obing lag in der gleichnamigen Gemeinde im Landkreis Traunstein von Bayern. Die Anlage wird als Bodendenkmal unter der Aktennummer D-1-7940-0067 als „abgegangenes Hofmarkschloss des Mittelalters und der frühen Neuzeit (‚Schloss Obing‘)“ geführt.

## Geschichte
Nach den Breves Notitiae aus dem späten 8. Jahrhundert ist das Gebiet um Obing im Sundergau, es wird sogar von einem Obinggau gesprochen, ausgewiesen als dem Erzbistum Salzburg zugehörig. Im Gebiet von Obing sind barscalcos (Barschalken, Freie Männer, auch Freimänner genannt) aufgeführt, die mit dem alten Stammesherzogtum der Agilolfinger in Zusammenhang zu bringen sind. Diese wurden vermutlich für Rodungen herangezogen und dafür mit besonderen Rechten ausgestattet. Zu Beginn des 13. Jahrhunderts ist in Obing ausgedehnter Eigenbesitz des Salzburger Domkapitels nachzuweisen, das hier sogar ein eigenes Urbaramt und einen Kasten unterhält.
Seit Beginn des 11. Jahrhunderts ist die Burg Obing im Besitz der Sieghardinger, die mit den Grafen von Ebersberg familiär verbunden waren. Auch letztere hatten in Obing Besitzungen und Vasallen (Brunn von Sura, Harrant von Obing (985), Ratpoto von Ratpotingen). Im Hochmittelalter ist Obing ein falkensteinischer Markt gewesen. Die Burg Obing war zuerst Sitz von Ministerialen der Ebersberger, dann Eigentum der Sieghardinger und in der zweiten Hälfte des 12. Jahrhunderts der Falkensteiner. Um 1190 saß hier Kuno von Obing, ein Ministeriale des Grafen Siboto von Falkenstein. Nach dessen Tod bemächtigte sich Konrad von Wasserburg dieser Gegend. Nach dem Fall der Wasserburger kam Obing 1247 an den Herzog Ludwig von Bayern. Obinger erscheinen immer wieder als landesherrliche Beamte (zwischen 1285 und 1399) in Wasserburg (ein Heinrich der Ältere von Obing ist 1285 Stadt- und Landrichter zu Wasserburg), Kling und Umgebung, das Schloss Obing gehört ihnen aber nicht mehr, sondern Obing ist zu einem Personennamen geworden. Von den bayerischen Herzögen wird Obing als Lehen an die Herren von Traun ausgegeben; als Erster wird Heinrich von Traun genannt, dieser nahm 1322 auf der Seite des Salzburger Adels an der Schlacht bei Mühldorf teil. Auf diese folgen die Edlen von Laiming, von Loiching und von Wasen (ein Zweig der Wasen war in Wasserburg ansässig). Hans Suntheimer aus einem schwäbischen Adelsgeschlecht erwarb Schloss Obing von den Wasenern. Er erhielt am 6. April 1540 die Hofmarkgerechtsame von Herzog Wilhelm von Bayern verliehen. Nach dem Hofmarksprivileg mussten die Übeltäter bei Malefizangelegenheiten am dritten Tag nach der Festnahme durch Amtleute an das Gericht Kling ausgeliefert werden, eine Bestimmung, der bisweilen zu Unstimmigkeiten führte.
Eine der Töchter des Suntheimers erbte dies Hofmark Obing; sie war mit Melchior Wanninger von Spitzenberg verheiratet und dieser veräußerte die Besitzung an den Münchener Patrizier Hans Christoph Ridler von Pfangern (in Gerichtsurkunden 1604–1628 nachgewiesen). Auch er konnte nicht den erhofften Gewinn auf Obing ziehen und so verkaufte er die Hofmark an Adolf Weiler von Königswiesen. Am 4. März 1662 fällt dann die Hofmark Obing an das Kloster Seeon und verbleibt bei diesem bis zur Säkularisation von 1803.
Obing sollte 1803 nach Auflösung des Landgerichtes Kling der Sitz eines mit Trostberg vereinten Landesgerichts werden. In der Vollzugsanordnung vom 14. August 1803 ist festgehalten: Die Frohnfeste soll zu Obing hergestellt und zum Dienst des Landesgerichts ein Gerichtsdiener mit vier Knechten angenommen werden. Aber noch bevor Obing dazu hergerichtet wurde, verlegte man 1806 das Landesgericht nach Trostberg.

## Baubeschreibung
Nach dem Stich von Michael Wening von 1721 war das Schloss ein Bau von beträchtlicher Ausdehnung. Die Eingangsseite war mit zwei Türmen, versehen mit Zwiebeltürmen, flankiert. Dahinter sind zwei anschließende Gebäude zu erkennen, welche mit den weiter hinten ersichtlichen Wirtschaftsgebäuden einen geschlossenen viereckigen Hof bilden. Zum Schloss führt eine Brücke, es ist davor also ein Graben zum Schutz der Anlage vorhanden. Außerhalb des Grabens liegt ein Meierhof.